# 건천 나들목
건천 나들목(Geoncheon IC)은 경상북도 경주시 건천읍 송선리, 천포리에 걸쳐 있는 경부고속도로의 10번 교차로이다. 국도 제20호선을 통해 경주시 건천읍, 경주시 산내면, 경주시 서면 일대로 진출할 수 있다.

## 연혁
- 1991년 7월 4일 : 나들목 건설을 위해 경상북도 경주군 건천읍 천포리 ~ 송선리 900m 구간 도로구역 변경[2]
- 1993년 3월 11일 : 건천 도시계획시설 교통광장에 건천읍 천포리 일원을 건천 나들목으로 고시[3]
- 1993년 12월 27일 : 나들목 개통[4]
- 2012년 4월 16일 : 2016년까지 언양 ~ 영천 구간 왕복 6차로 확장 공사로 인해 경주시 도시계획시설 교통광장 면적 변경[5]
- 2025년 6월 1일 :  건천 나들목에서 서경주 나들목으로 변경 및 최종 승인

## 구조물 정보
- 영업소: 경상북도 경주시 건천읍 단석로 1805-21

## 접속하는 도로
- 국도 제20호선 (단석로)

## 교통량 정보
| 요금소        | 통행량 (대/일) | 통행량 (대/일) | 통행량 (대/일) | 통행량 (대/일) | 통행량 (대/일) | 통행량 (대/일) | 통행량 (대/일) | 통행량 (대/일) | 통행량 (대/일) | 통행량 (대/일) | 각주  |
| 요금소        | 2001년         | 2002년         | 2003년         | 2004년         | 2005년         | 2006년         | 2007년         | 2008년         | 2009년         | 2010년         | 각주  |
| ------------- | -------------- | -------------- | -------------- | -------------- | -------------- | -------------- | -------------- | -------------- | -------------- | -------------- | ----- |
| 건천 (폐쇄식) | 1,792          | 1,850          | 1,906          | 1,892          | 2,434          | 2,623          | 3,013          | 3,102          | 3,332          | 3,608          | [ 6 ] |
| 요금소        | 2011년         | 2012년         | 2013년         | 2014년         | 2015년         | 2016년         | 2017년         | 2018년         | 2019년         |                | [ 6 ] |
| 건천 (폐쇄식) | 3,633          | 3,655          | 3,858          | 4,065          | 4,367          | 3,795          | 3,136          | 3,218          | 3,782          |                | [ 6 ] |